# Anselm Pendo Lawani

Wappen von Anselm Pendo Lawani

Anselm Pendo Lawani (* 12. September 1970 in Igarra, Bundesstaat Mid-Western) ist ein nigerianischer römisch-katholischer Geistlicher und Bischof von Ilorin.

## Leben
Anselm Pendo Lawani studierte Philosophie und Katholische Theologie am Priesterseminar Saints Peter and Paul  in Bodija. Am 15. August 2000 empfing er das Sakrament der Priesterweihe für das Bistum Ilorin.
Lawani war nach der Priesterweihe zunächst als Pfarrvikar der Pfarrei St. Joseph in Osi tätig. 2001 wurde er für weiterführende Studien in die Vereinigten Staaten entsandt, wo er 2006 an der University of Saint Mary of the Lake in Mundelein einen Master of Divinity erwarb. Neben seinem Studium wirkte er zuerst als Pfarrvikar (2001–2005) und später als Pfarradministrator der Pfarrei Holy Angels in Chicago (2006). 2006 kehrte Lawani in seine Heimat zurück und wirkte kurzzeitig als Pfarrer der Pfarrei St. Bartholomew in Kaiama, bevor er noch im selben Jahr Pfarrer der Pfarrei St. Anthony in Fate wurde. Von 2012 bis 2017 war er Pfarrer der Pfarrei St. Cyprian in Offa. 2017 wurde Lawani Pfarradministrator der Kathedrale St. Joseph in Ilorin. Zusätzlich war er von 2017 bis 2023 Dechant des Dekanats Ilorin.
Neben seiner Tätigkeit in der Pfarrseelsorge leitete Lawani von 2008 bis 2022 das Diözesanbüro für die Berufungspastoral. Außerdem gehörte er bereits ab 2008 dem Konsultorkollegium des Bistums Ilorin an. Zudem leitete er nach dem Tod von Paul Adegboyega Olawoore im Jahr 2022 das Bistum während der Zeit der Sedisvakanz als Diözesanadministrator.
Am 8. Dezember 2023 ernannte ihn Papst Franziskus zum Bischof von Ilorin. Der Erzbischof von Ibadan, Gabriel ’Leke Abegunrin, spendete ihm am 2. Februar 2024 in der Kathedrale St. Joseph in Ilorin die Bischofsweihe; Mitkonsekratoren waren der Bischof von Ondo, Jude Ayodeji Arogundade, und der Bischof von Osogbo, John Akin Oyejola.